# Lophanthus
Lophanthus là một chi thực vật có hoa trong họ Hoa môi (Lamiaceae).

## Loài
Chi Lophanthus gồm các loài: